# Gonk
För dockorna från 1960-talet skapade av Robert Benson, se Robert Benson (konstnär)
Gonk (egentligen GNK power droid), är en droid som förekommer i episoderna IV–VI av Star Wars-filmerna. Droiden ser ut som en soptunna stående på två ben och har fått sitt namn efter det läte den ger ifrån sig ("gonk-gonk").
Den finns med bland de droider som jawafolket fraktar runt och säljer i början av episod IV, och dyker därefter upp på flera ställen i filmerna.